# Periklīs Dorkofikīs
Periklīs Dorkofikīs (in greco Περικλής Δορκοφίκης?; Atene, 30 agosto 1980) è un ex cestista greco.

## Carriera
Con la Grecia under 26 ha disputato i Giochi del Mediterraneo di Tunisi 2001.

## Palmarès
- Coppa di Grecia: 1

Olympiakos: 2001-02